# 有馬嘉男
有馬 嘉男（ありま よしお、1965年6月25日 - ）は、日本の放送ジャーナリスト。日本放送協会（NHK）報道局記者。NHKヨーロッパ総局（パリ）副総局長。

## 人物
山口県出身。徳山市（現 周南市）の曹洞宗原江寺住職有馬実成の長男として生まれる。
山口県立徳山高等学校、上智大学外国語学部英語学科卒業後、1990年NHK入局。初任地NHK高松放送局で4年間警察司法を担当して気に入ったため、社会部を希望したが叶わず、1994年報道局経済部に配属。経済部時代の原点は兜クラブ。証券の役員室にて企業業績やマクロ経済、バブル経済崩壊により低迷する経済、日本銀行の住専処理や1997年の山一證券の経営破綻の取材を経て、報道局国際部に異動。1998年からはフランクフルト支局の初代支局長に就任。フランクフルト時代はEUのユーロ導入や2001年9月11日に発生したアメリカ同時多発テロ事件時の経済の動きを取材、2001年末の単一通貨ユーロ流通開始直前のフランクフルトの今をNHKの各報道番組で中継した。5年間の勤務を経て帰国、報道局経済部に復帰。日銀クラブ・電機貿易業界を担当を経て2009年からシンガポール支局の支局長として5年間駐在勤務。
帰国後、2014年に『国際報道2014』キャスター、2016年に『ニュースチェック11』キャスター、2017年には『ニュースウオッチ9』キャスターに就任。経済部で金融キャップとして日本銀行の金融政策やリーマンショックを取材、電機貿易キャップも務めた。日本の製造業の逆襲のシナリオを考えるNHKスペシャル「メイド・イン・ジャパン 逆襲のシナリオ」を制作。その後、報道局副部長に就く。2017年6月9日付のNHK管理職異動で、報道局記者主幹へ昇格。
2020年10月26日に、『ニュースウオッチ9』のキャスターとして当時国会で質疑されていた日本学術会議会員の任命問題について、所信表明演説を終え生出演中の菅義偉首相（当時）が「説明できることとできないことがある」などと強い口調で反論するほど繰り返し詰め寄った。
2021年2月10日にNHKが3月いっぱいでの『ニュースウオッチ9』の退任を発表した。退任について正籬聡放送総局長は官邸の圧力の影響を否定したが、前年10月の『ニュースウオッチ9』に出演した菅義偉首相に対し日本学術会議会員の任命問題について質問し「官邸を怒らせた」と報道された。 『ニュースウオッチ9』メインキャスターを退任。2021年6月に番組降板に見合う処遇のために新設されたNHKヨーロッパ総局副総局長の役職に就任し、パリで3年間駐在勤務。ヨーロッパ総局・副総局長としては、2021年10月31日から開催され11月6日に前半日程を終えた「COP26」の取材を担当した。また、同時期に行われたOPEC+主要国による産油量調整会議についても取材報告を行った。
帰国後、2024年4月6日より17年ぶりに復活する教養ドキュメンタリー番組『新プロジェクトX〜挑戦者たち〜』を森花子アナウンサーとともに総合司会を担当することが同年2月14日に決定し、同年4月1日付で報道局に復帰した。

## 出演

### 現在
- 新プロジェクトX〜挑戦者たち〜総合司会（2024年4月6日 - ）

### 過去
- 国際報道2014-2016 （2014年度・2015年度）
- ニュースチェック11 キャスター（2016年度）
- ニュースウオッチ9 メインキャスター（2017年度 - 2020年度）
  - メインキャスター退任後はヨーロッパ総局からのリポーターとして出演することがあり、2022年5月6日放送分では、パリに出張した後任の田中正良と共演した。
- NHKスペシャル 平成史スクープドキュメント（第2回・第6回レポーター）

- マイあさ!（2021年10月7日 - 2024年3月）

　※ 隔週木曜日「有馬嘉男のヨーロッパありのまま」に出演している。